# یحیی رحمت-سمیعی
یحیی رحمت-سمیعی (انگلیسی: Yahya Rahmat-Samii؛ زادهٔ ۲۰ اوت ۱۹۴۸، تهران) استاد و دارندهٔ کرسی نورتروپ گرومن در دانشکدهٔ مهندسی برق دانشگاه کالیفرنیا، لس‌آنجلس است. او در زمینه آنتن‌های مخابرات ماهواره‌ای، آنتن‌های شخصی، آنتن‌های نصب شده و پوشیدنی و آنتن‌های سنجش از راه دور و کاربردهای ستاره‌شناسی رادیویی به تدریس و تحقیق می‌پردازد. او مدیر آزمایشگاه پژوهش، تحلیل و اندازه‌گیری آنتن یو سی ال ای است. او لیسانس خود را از دانشگاه تهران در سال ۱۹۷۰ و فوق لیسانس و دکترای خود را در ۱۹۷۲ و ۱۹۷۵ از دانشگاه ایلینوی در اربانا-شمپین در مهندسی برق دریافت کرد. پیش از پیوستن به یو سی ال ای دانشمند ارشد پژوهشی در آزمایشگاه پیشرانه جت ناسا بود. او در سال ۲۰۰۸ به عضویت در آکادمی ملی مهندسی آمریکا برگزیده شد.